# 킬링 인 더 무비
《킬링 인 더 무비》(Cut Shoot Kill)는 미국에서 제작된 마이클 워커 감독의 2017년 액션, 범죄 영화이다. 알렉산드라 소차 등이 주연으로 출연하였다.

## 출연

### 주연
- 알렉산드라 소차
- 알렉스 허트